# Hadrotarsus
Hadrotarsus is een geslacht van spinnen uit de  familie van de Theridiidae (kogelspinnen).

## Soorten
- Hadrotarsus babirussa Thorell, 1881
- Hadrotarsus fulvus Hickman, 1943
- Hadrotarsus ornatus Hickman, 1943
- Hadrotarsus setosus Hickman, 1943
- Hadrotarsus yamius Wang, 1955